# Denumirea stelelor variabile
Stelele variabile sunt desemnate urmând o variație de denumiri utilizate de Bayer sau Flamsteed (un identificator – o literă sau un număr – urmat de genitivul latin al constelației căreia îi aparține).
Înainte de a doua jumătate a secolului al XIX-lea, puține stele variabile erau cunoscute și părea  rezonabil să se folosească literele alfabetului latin, începând de la R pentru a se evita orice confuzie cu tipurile spectrale. Dezvoltarea fotografiei în astronomie și descoperirea din ce în ce mai multor stele variabile au condus la atingerea sfârșitului alfabetului. Două litere au fost apoi folosite, apoi, când acest sistem s-a epuizat și el, s-a folosit o literă urmată de un număr.
La ora actuală, sistemul de denumire este următorul:
- Stelele denumite după alfabetul grec (Denumirea Bayer) își păstrează această denumire.
- Primele stele primesc litera R, apoi S, și așa mai departe până la Z.
- Stelele următoare primesc literele RR până la RZ.
- Se continuă cu SS, TT până la TZ și așa mai departe până la ZZ.
- Se folosesc apoi AA până la AZ, BB până la BZ și așa mai departe până la QZ, omițându-se toate perechile de litere care cuprind litera J.
- Se abandonează alfabetul latin după 334 de combinații: 334 = 25 x 26 / 2 + 9 (termenul 9 provenind de la denumirile de la R la Z de la început, iar celălalt termen de la toate perechile de două litere (cu excepția lui J, pentru evitarea confuziei cu I) clasate în ordine alfabetică. Stelele următoare sunt denumite V335, V336 etc. Notațiile de forma Vnnn cu nnn întreg mai mic de 334 sunt și ele tolerate pentru primele 334 de stele. Astfel, V1 corespunde lui R, V9 lui Z, V10 lui AA, iar V334 lui QZ.

Exemple de desemnări: Delta Cephei, R Coronae Borealis, RR Lyrae, YY Geminorum, V348 Sagittarii, V4647 Sagittarii.